# Proceedings and Transactions of the Rhodesia Scientific Association
Proceedings and Transactions of the Rhodesia Scientific Association (abreviado Proc. & Trans. Rhodesia Sci. Assoc.) fue una revista científica con ilustraciones y descripciones botánicas que fue publicada en Bulawayo desde 1933 hasta 1974, publicándose los números 32 a 55. Fue precedida por Proceedings of the Rhodesia Scientific Association y reemplazada por Transactions of the Rhodesia Scientific Association